# Igelsgraben (Odenbach)
Der Igelsgraben ist ein gut dreihundert Meter langer orographisch rechter Zufluss des Odenbaches in den rheinland-pfälzischen Landkreis Kusel auf dem Gebiet der zur Verbandsgemeinde Lauterecken-Wolfstein gehörenden Ortsgemeinde Odenbach.

## Verlauf
Der Igelsgraben entspringt im Naturraum Moschelhöhen des Nordpfälzer Berglandes auf einer Höhe von 2735 m ü. NHN in einem Eschenschluchtwald am südöstlichen Fuße des 339,6 m hohen Galgenbergs. Seine Quelle liegt gut dreihundert Meter östlich des Dorfes Odenbach.
Der Bach fließt zunächst gut zweihundert Meter in westlicher Richtung durch den Eschenwald, dreht dann nach Südwesten ab und erreicht dann den Südostrand von Odenbach. Er passiert den Südostzipfel des Ortes, unterquert dabei die Landesstraße 382 (Adenbacher Straße) und mündet schließlich in der Flur An der Odenbach auf einer Höhe von 155 m von rechts in den aus dem Süden kommenden Odenbach.

## Daten
Der Igelsgraben hat ein Einzugsgebiet von 42,5 ha und entwässert sich über den Odenbach, den Glan, die Nahe und den Rhein in die Nordsee. Der Höhenunterschied von seiner Quelle bis zu seiner Mündung beträgt etwa 80 m, was bei einer Lauflänge von 325 m einem mittleren Sohlgefälle von etwa 246 ‰ entspricht.

## Natur und Umwelt
In dem Eschen-Schluchtwald stehen Eschen, Stieleichen und Bergahorne sowie Brombeer-, Stachelbeer-, Rote Johannisbeer-, Rote Heckenkirsch-, Zweigrifflige Weißdorn- und Haselnusssträucher und unten in der Krautschicht wachsen dort die Große Sternmiere, der Waldziest, die Berggoldnessel, das Efeu, der Gundermann, die Echte Nelkenwurz, der Stinkstorchschnabel, das Waldschaumkraut, die Knoblauchsrauke, der Spreuschuppige Wurm- und der Frauenfarn.